# 孙如龙
孙如龙，清朝人，是一名清朝政治人物。
孙如龙曾于1682年接替马云会任嘉定县知县一职，1682年由闻在上接任。